# 王亮 (1909年)
王亮（1909年—1992年），又名江辉明，男，山东文登人，中华人民共和国政治人物，曾任山东省经济委员会副主任，山东省政协副主席。

## 家庭
妻子王利华，曾任山东省交通医院第一任院长，山东省卫生厅干部保健处长。